# Cadillac Series 80
Der Series 80 und der Series 85 waren zwei nur 1936 (Series 80) bzw. 1936/37 (Series 85) vom US-amerikanischen Automobilhersteller Cadillac angebotene Oberklasse-Modelle.

## Modellgeschichte
Im Modelljahr 1936 ordnete Cadillac sein Modellprogramm neu und gliederte es in die Typen Series 60 (V8, Karosserien von Fisher), Series 70 und 75 (V8, Karosserien von Fleetwood), Series 80 und 85 (V12, Fleetwood-Karosserien) sowie den Series 90 (V16, Fleetwood-Karosserien).
Bei den Modellen der Serien 80 und 85 handelte es sich um mit den jeweiligen Ausführungen der Baureihen 70 und 75 weitgehend identische Wagen, die allerdings statt von einem V8 von einem 6 Liter großen V12-Motor mit einem Gabelwinkel von 45° angetrieben wurden. Bei diesem handelte es sich um eine um vier Zylinder verkürzte und leicht aufgebohrte Version des hauseigenen V16. Sämtliche Karosserien stammten von Fleetwood; 70 und 80 besaßen ein Fahrgestell mit einem Radstand von 332,7 cm, 75 und 85 einen Radstand von 350,5 cm.
Den 80 gab es als zweisitziges Coupé und Cabriolet, als Limousine und als viertüriges Cabriolet, den längeren 85 ausschließlich als fünf- bis neunsitzige Limousine in zehn verschiedenen Ausführungen.
Nach nur einem Jahr entfiel der 80 ersatzlos, der 85 wurde, mitsamt dem 1931 eingeführten Zwölfzylindermotor, nach dem Modelljahr 1937 gestrichen.
In zwei Jahren entstanden insgesamt 1379 Exemplare des Series 80/85.

## Daten
| Modelljahr | Hubraum (cm³) | Leistung (PS) | Radstand (cm)         | Preis (US-$) | Stückzahl |
| ---------- | ------------- | ------------- | --------------------- | ------------ | --------- |
| 1936       | 6032          | 150           | 332,7 (80) 350,5 (85) | 3145–5145    | 901       |
| 1937       | 6032          | 150           | 332,7 (80) 350,5 (85) | 2445–2795    | 478       |